# Lille Pedros flygäventyr
Lille Pedros flygäventyr (engelska: Pedro) är en amerikansk animerad kortfilm från 1955. Filmen är ursprungligen en del av långfilmen Saludos Amigos från 1942.

## Handling
Pedro är ett litet flygplan som får göra sin allra första flygning genom att hämta flygpost från Mendoza, en flygning som nästan slutar illa för honom.

## Om filmen
Filmen släpptes som separat kortfilm första gången i Sverige och hade premiär den 6 september 1954 på biografen Spegeln i Stockholm. Den amerikanska premiären ägde rum den 13 maj 1955.

## Rollista
- Fred Shields – berättare[5]